# Hans Mottek
Hans Mottek (* 26. September 1910 in Posen; † 24. Oktober 1993 in Berlin) war einer der bedeutendsten Wirtschaftshistoriker der DDR.

## Leben
Hans Mottek wuchs in einer assimilierten bürgerlichen jüdischen Familie auf. Er studierte von 1929 bis 1932 Rechtswissenschaft an den Universitäten Freiburg und Berlin. 1932/33 war er Referendar am Amtsgericht Bernau bei Berlin. Nach der „Machtergreifung“ der Nationalsozialisten musste Mottek seine gerade erst begonnene Berufslaufbahn abbrechen. Im selben Jahr noch emigrierte er nach Palästina. 1935 schloss sich Mottek der KPD an. Die Emigration führte ihn dann in den Jahren 1936 bis 1946 nach Großbritannien, wo er seinen Lebensunterhalt als Land- und Bauarbeiter erwerben musste. Dort war er Mitbegründer der FDJ.
1946 kehrte er aus der Emigration zurück nach Deutschland und wurde Jurist in der für die gesamte Sowjetische Besatzungszone zuständigen Zentralverwaltung für Arbeit und Sozialfürsorge. Ab 1947 bereitete er sich auf die wissenschaftliche Laufbahn als Wirtschaftshistoriker vor und promovierte 1950 an der Humboldt-Universität zu Berlin mit der Dissertation Die Ursachen der preußischen Eisenbahnverstaatlichung des Jahres 1879 und die Vorbedingungen ihres Erfolges.
Seinem ersten Lehrauftrag an der damaligen Pädagogischen Hochschule Groß-Berlin folgte schon im Herbst 1950 die Aufgabe, an der neugegründeten Hochschule für Ökonomie (HfÖ) in Berlin-Karlshorst das Seminar für Wirtschaftsgeschichte aufzubauen, das spätere Institut für Wirtschaftsgeschichte der HfÖ, dem er vier Jahrzehnte verbunden blieb und an der er seine wirtschaftshistorische Schule begründete. 1951 wurde er dort Dozent, 1952 ordentlicher Professor. Von 1952 bis zu seiner Emeritierung 1975 war er schließlich Direktor dieses Institutes.
Ab 1969 war er korrespondierendes, ab 1971 ordentliches Mitglied der Deutschen Akademie der Wissenschaften zu Berlin bzw. der Akademie der Wissenschaften der DDR (AdW). Von 1971 bis 1974 war er Leiter der Kommission für Umweltforschung bei der AdW.

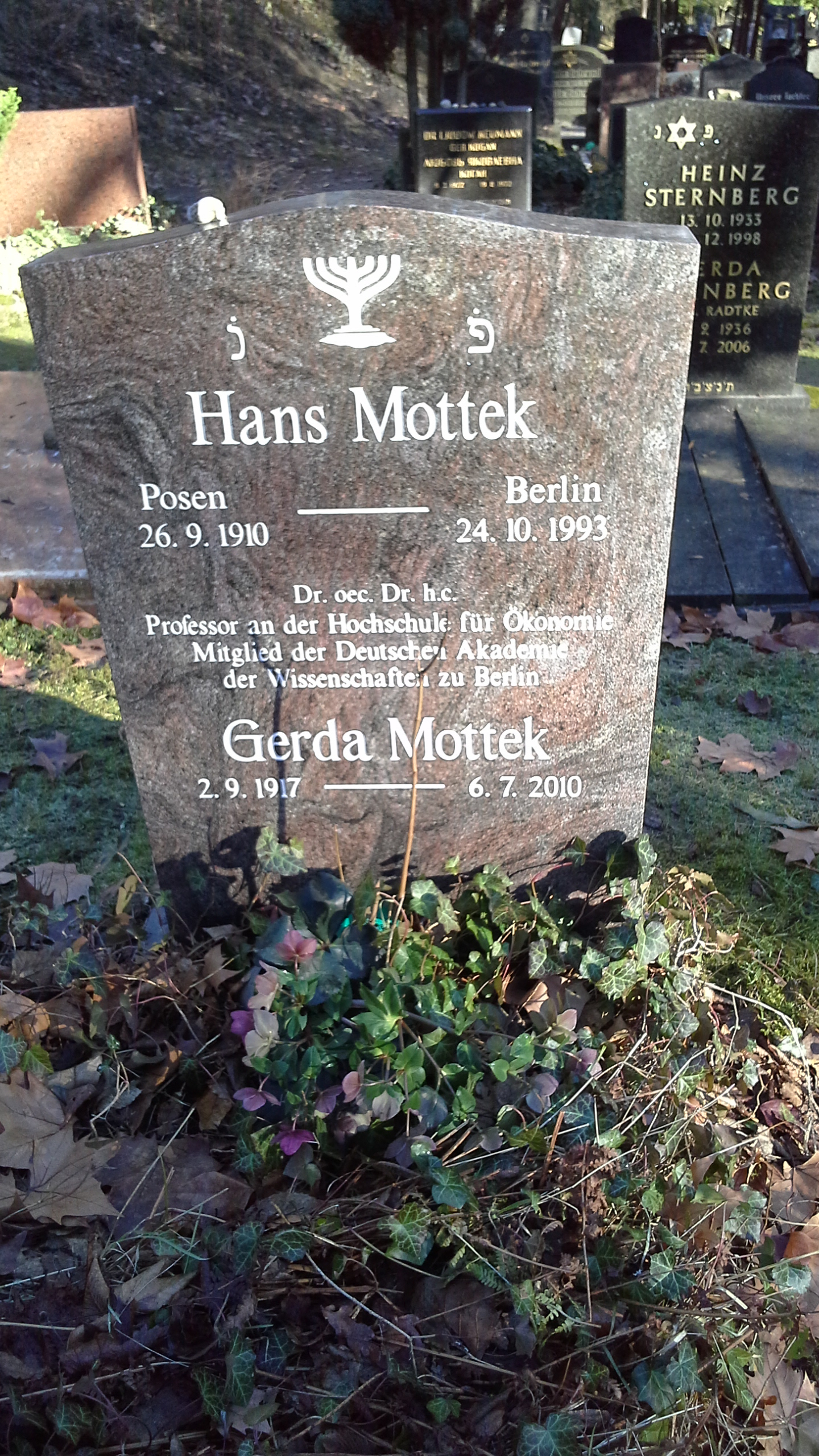
Grab Hans Motteks und seiner Ehefrau auf dem Jüdischen Friedhof Berlin-Weißensee.

Mottek und seine Ehefrau Gerda, geb. Marcus, (1917–2010) wurden auf dem Jüdischen Friedhof Berlin-Weißensee beigesetzt.

## Wirken
Zwischen 1957 und 1974 entstand in enger Anlehnung an die Lehre Motteks Hauptwerk, die dreibändige Wirtschaftsgeschichte Deutschlands. Dieser Grundriss der deutschen Wirtschaftsgeschichte fand rasch sowohl in Deutschland als auch international Beachtung und Anerkennung.
Hans-Erich Volkmann schreibt, dass sich dieses DDR-Standardwerk „wohltuend“ von der sonst vertretenden überzogenen Agententheorie unterscheidet. Hier wird die Position vertreten, dass insbesondere die Schwerindustrie mit der Unterstützung der Nationalsozialisten und deren Expansionsprogramms einen Ausweg aus der Weltwirtschaftskrise suchte, die die Außenmärkte zerrüttet hatte.
Sein anfänglich besonderes Interesse an der Erforschung der Industrialisierung im 19. Jahrhundert übertrug Mottek auf seine Schüler, die – von ihm angeregt und begleitet – seit 1960 mehrere Studien zur Geschichte der industriellen Revolution in Deutschland veröffentlichten. Unter seinen Schülern waren u. a. Lothar Baar, Walter Becker, Alfred Schröter und Horst Blumberg.
Mottek forschte und schrieb darüber hinaus über das Problem der ökonomischen Krisen, über Stagnation und Wachstum in der Wirtschaftsgeschichte sowie über die Wahl der richtigen Technik bei der Beschleunigung des Wirtschaftswachstums in Vergangenheit und Gegenwart.
Mottek, der nie seine marxistische Grundposition verließ, betrat Anfang der siebziger Jahre ein – für die DDR – neues Wissenschaftsfeld, die Erforschung der Mensch-Umwelt-Problematik. Er widmete sich nunmehr neben weiterer wirtschaftshistorischer Forschung im wachsenden Maße der Sorge um die globalen Probleme der Menschheit sowie ihrer Zukunft angesichts drohender ökologischer Katastrophen.

## Ehrungen
- Vaterländischer Verdienstorden in Silber (1960), in Gold (1975)
- Nationalpreis der DDR III. Klasse für Wissenschaft und Technik (1968)
- Ehrenspange zum Vaterländischen Verdienstorden in Gold (1985)
- Dr. h. c. der HfÖ Berlin (1970)

## Werke
Monographien
- Die Ursachen der preußischen Eisenbahnverstaatlichung des Jahres 1879 und die Vorbedingungen ihres Erfolges. Berlin 1950 (Diss.).
- Wirtschaftsgeschichte Deutschlands. Ein Grundriss.
  - Band 1: Von den Anfängen bis zur Zeit der Französischen Revolution. Deutscher Verlag der Wissenschaften, Berlin 1957 (6. Auflage, 1983).
  - Band 2: Von der Zeit der Französischen Revolution bis zur Zeit der Bismarkschen Reichsgründung. Deutscher Verlag der Wissenschaften, Berlin 1964 (3. Auflage, 1987).
  - Band 3: Von der Zeit der Bismarckschen Reichsgründung 1871 bis zur Niederlage des faschistischen deutschen Imperialismus 1945 (zusammen mit Walter Becker und Alfred Schröter). Deutscher Verlag der Wissenschaften, Berlin 1974 (3. Auflage, 1977).
- Gesellschaft und Umwelt. Akademie-Verlag, Berlin 1976.
- Theoretisch-historische Betrachtungen zum Problem der ökonomischen Krisen im Kapitalismus. Akademie-Verlag, Berlin 1978.
- Die Krisen und die Entwicklung des Kapitalismus. Akademie-Verlag, Berlin 1982.
- Zu den Entwicklungsgesetzmäßigkeiten des kapitalistischen Geldsystems. Akademie-Verlag, Berlin 1982.
- Die 70er Jahre. Akademie-Verlag, Berlin 1984.
- Entwicklungstendenzen der staatsmonopolistischen Regulierung nach dem Zweiten Weltkrieg. Akademie-Verlag, Berlin 1988.
- Wirtschaftsgeschichte und Umwelt. BdWi-Verlag, Marburg 1996.

- (Hrsg.): Studien zur Geschichte der industriellen Revolution in Deutschland. Akademie-Verlag, Berlin 1960 (2. Auflage, 1975).

Aufsätze (Auswahl)
- Zum Problem Stagnation und Wachstum in der Wirtschaftsgeschichte. In: Jahrbuch für Wirtschaftsgeschichte (1969/III), S. 151–l70.
- Zu einigen Grundfragen der Mensch-Umwelt-Problematik. In: Wirtschaftswissenschaften 20 (1972), S. 36–42.
- Wirtschaftsgeschichte und Umwelt. In: Jahrbuch für Wirtschaftsgeschichte (1974/II), S. 77–82.